# 奥夫施泰因
奥夫施泰因是德国莱茵兰-普法尔茨州的一个市镇。总面积5.64平方公里，总人口1730人，其中男性860人，女性870人（2011年12月31日），人口密度307人/平方公里。